# ルース・メンザ
ルース・メンザ（ヘブライ語: רות מנזה, ラテン文字転写: Ruth Menze 、1933年2月4日 - 1988年6月12日）は、イスラエルのピアニスト、オーボエ奏者。
おもにイスラエルを拠点として活躍し、指揮者で作曲家のレナード・バーンスタインとの交流でも知られる。

## 出生・初期のキャリア
ルース・メンザはテルアビブで5人きょうだいの第3子として生まれた。母親はポーランド出身、父親はオーストリア＝ハンガリー帝国出身の事務職員だった。音楽教育に熱心だった母親の影響で5歳からピアノを習い始め、ポーラ・ジーク・ブルームバーグに師事した。そんな折り、ドイツ人ピアニストのレオ・ケステンベルクがメンザのピアノを聴く機会があり、彼女の家にはレッスン料を払う経済的余裕がなかったにもかかわらず、メンザを生徒として受け入れた。その後、イスラエル人ピアニストのフランク・ペレグにも師事した。まもなく彼女はオーボエを習い始め、イスラエル・フィルハーモニー管弦楽団の首席オーボエ奏者であるエリヤフ・ターナーから教えを受けた。やがて、音楽家として頭角をあらわしたルースと彼女の兄はコンサートを開き、音楽家一家として知られるようになった。16歳の時にイスラエル・オペラでオーボエを演奏した。1951年から1953年にかけて、イスラエル陸軍ラジオ局に勤めるかたわら、ソリストとしても活動し、テルアビブ・エルサレム室内アンサンブルのメンバーとしてラジオ番組にも出演した。彼女はまた、コル・イスラエルオーケストラ（後のエルサレム交響楽団）のソリストとしても活動した。

## アメリカにて
1953年、メンザは音楽の研鑽を積むために米国に移住した。1957年にジュリアード音楽院でピアニストのディプロマを取得し、1954年から1957年まで奨学金を授与された。この頃、エドゥアルト・シュトイアーマンに師事した。他の教員には声楽家のマック・ハレル、ロッテ・レナード、マリオン・フレッシェル、チェロのレナード・ローズ、バーナード・グリーンハウス、ヴィオラのウィリアム・プリムローズらがいた。1955年と1956年の夏、メンザはアスペンで開催されたアスペン音楽祭と校内の伴奏者を務め、シモン・ゴールドベルクやアデル・アディソンらとレスリー・チャベイのクラスに所属した。メンザは1957年にアンティオキアのシェイクスピア・アンダー・ザ・スターズ・フェスティバルでピアニストとして働き、トレドとオハイオ州のイエロースプリングスで、劇場と室内楽の伴奏ピアニストを務めた。ジュリアード音楽院を卒業した後、メンザはグランドピアノを購入するためのチャリティー・コンサートを開き、集まった2,000ドルでボールドウィン社製のピアノと椅子を購入した。

## プロとしてのキャリア

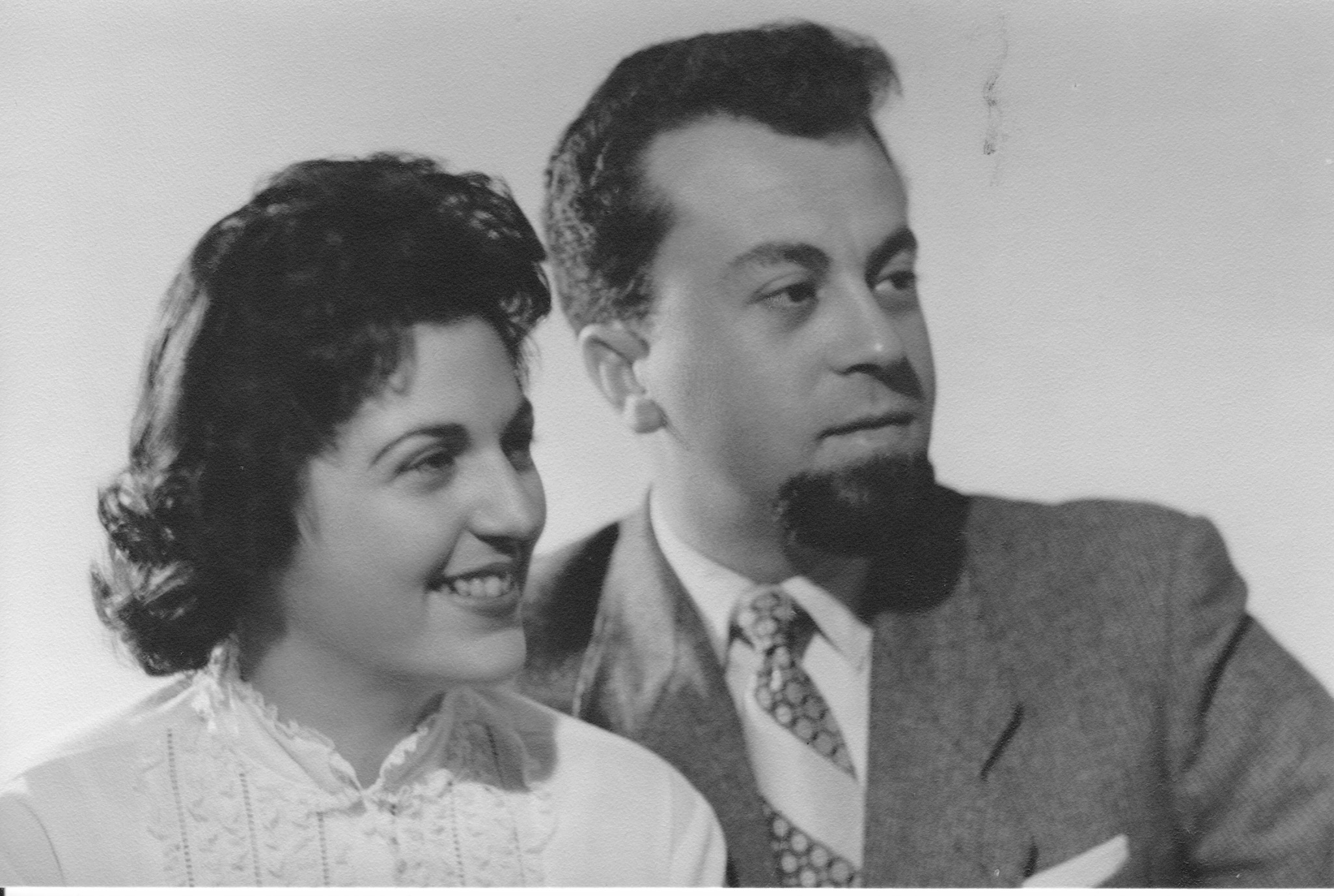
1959年、夫のコーエンとの結婚当時のスナップ

メンザはアメリカの室内楽団との共演で、伴奏ピアニストとして広く認知されるようになった。1957年にはイスラエルに戻り、コンサートや室内楽、オーケストラのリサイタル、ラジオやテレビ放送の収録、劇場などでオーボエの演奏をした。テルアビブのハビマー国立劇場でクルト・ヴァイルの『叫べ、愛する大地よ』に出演していた時、のちの夫となる俳優のアルバート・コーエンと出会い、彼らは1959年に結婚した。この頃ソリストとしてイスラエル・フィルハーモニー管弦楽団と共演した。

### バーンスタインと

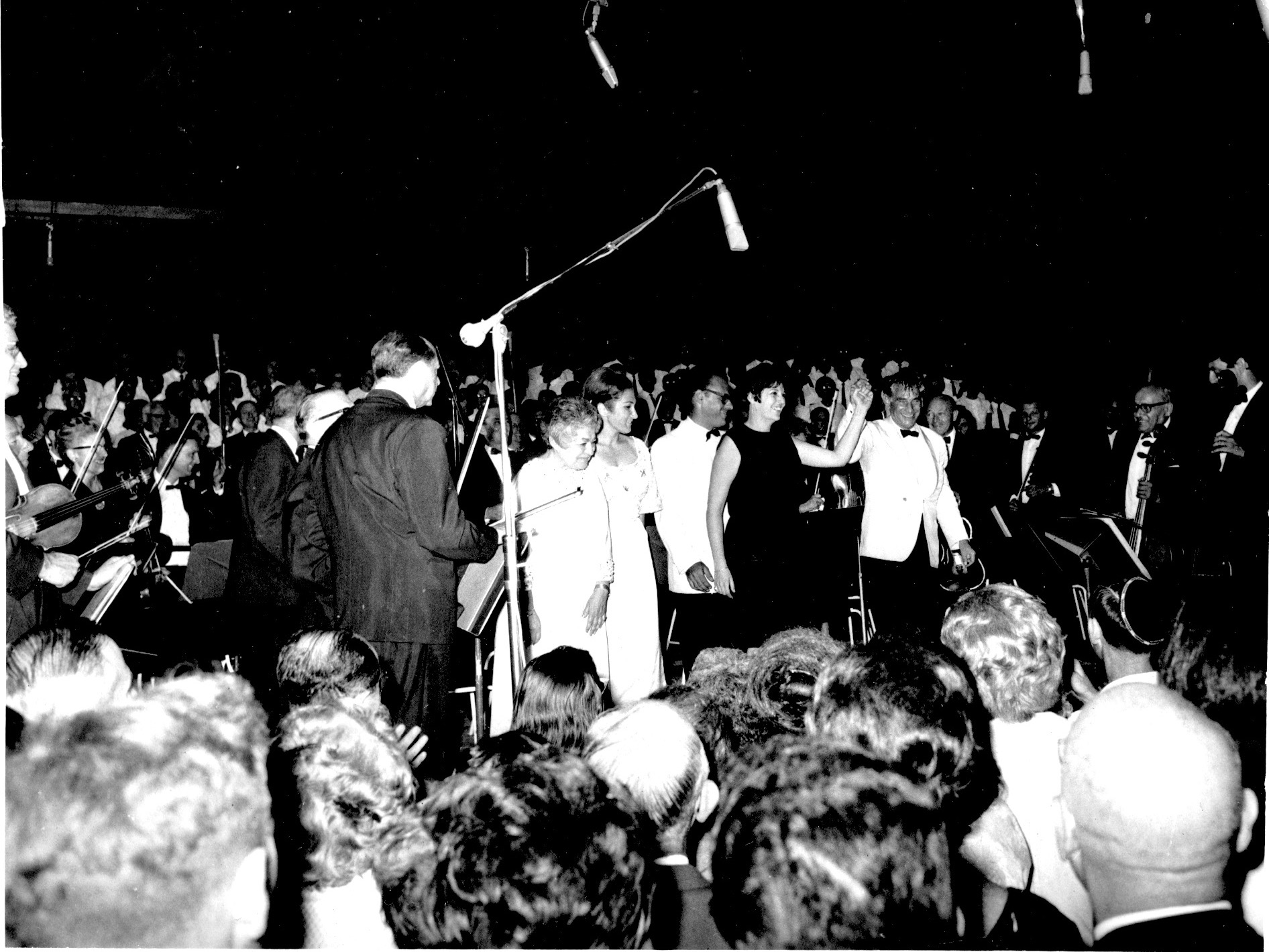
1967年11月13日、マーラー交響曲第2番の公演にて、左からトゥーレル、ダヴラツ、一人おいてメンザ、バーンスタイン

1963年、指揮者で作曲家のレナード・バーンスタインは、イスラエル・フィルハーモニー管弦楽団を指揮し、自作の『交響曲第3番』の世界初演のためにイスラエルを訪れた。メンザは初演時のピアニストであり、メゾソプラノのジェニー・トゥーレルとナレーションを担当した女優のハンナ・ロヴィーナと共演した。初演後、バーンスタインはヨーロッパとアメリカのツアーのために、メンザをニューヨークでの彼の交響曲のリハーサルに招いた。ボストンでは指揮者のシャルル・ミュンシュのアシスタントとソリストを務めた。その後ニューヨークに行き、バーンスタインと合唱指揮者のアブラハム・カプランと共演した。コンサート終了後、メンザとカプランはバーンスタインの要請により交響曲のピアノ・スコアを作成し、シルマー出版社から出版された。以後、バーンスタインとは死ぬまで親密な関係を築いた。1968年、メンザは当時13歳だったダニエル・オレンをバーンスタインと引き会わせ、バーンスタインは彼を『チチェスター詩篇』のソリストに抜擢している。1977年3月から4月にかけて、イスラエル・フィルハーモニー管弦楽団はレナード・バーンスタイン・フェスティバルの一環として、バーンスタインの生涯と作品を祝う、一連の交響曲と室内楽の演奏を行なった。メンザは、バーンスタインのピアノ・リサイタルや、ルーカス・フォスが指揮するコンサートのソリスト、バーンスタインの交響曲第2番「不安の時代」など、一連のコンサートに出演した。公演はイスラエル陸軍ラジオで生中継され、メンザの演奏は絶賛された。

### 伴奏ピアニストとして

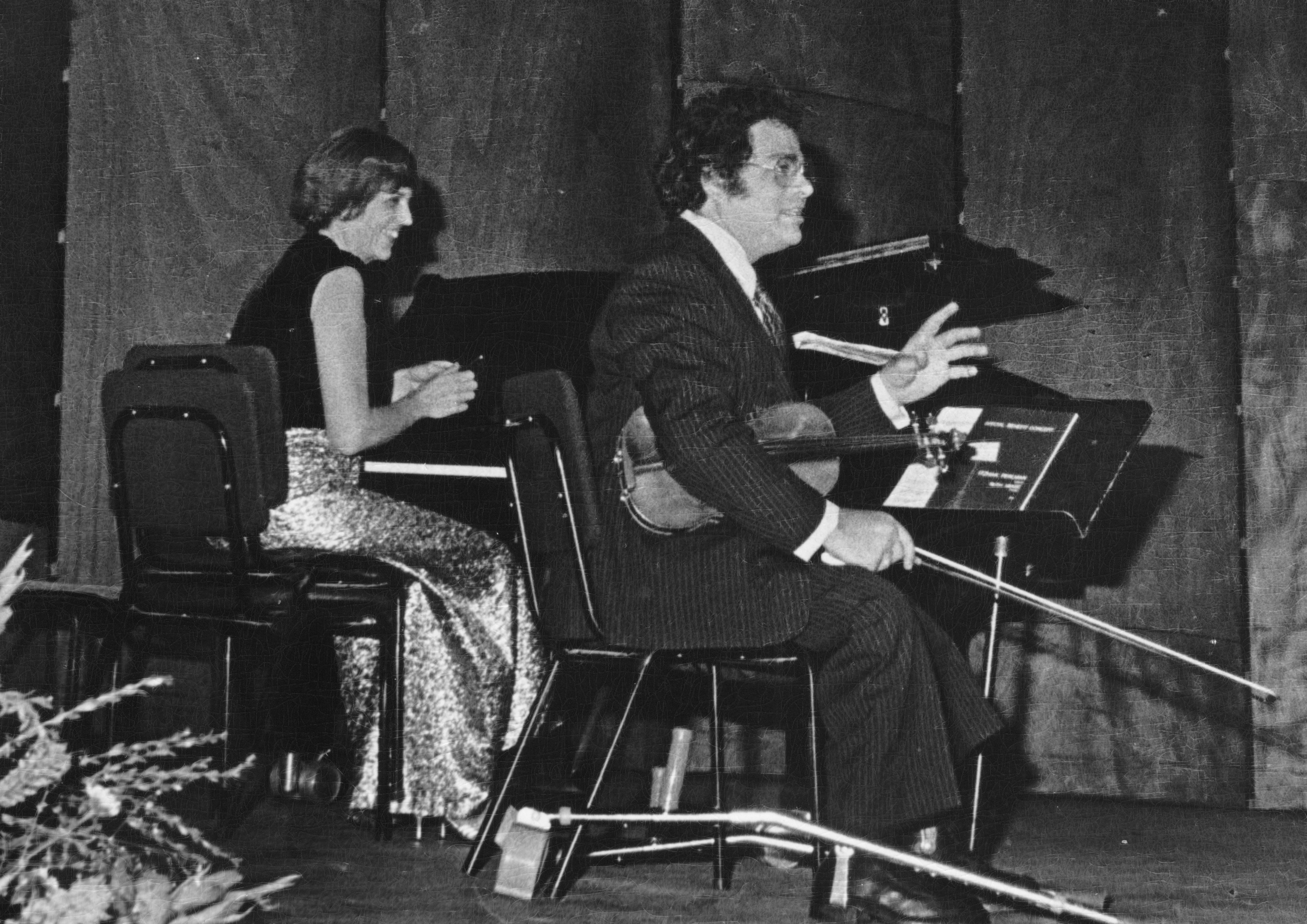
1979年、イツァーク・パールマンと

メンザはリサイタルや室内楽、交響楽団のコンサートでイスラエルの数多くのアーティストと共演したが、作曲家のツヴィ・アヴニ、アンドレ・ハイドゥ、ヨッシ・マール・ハイムらは、新作を発表する機会にメンザの助力を求めた。また、メンザはアルバムやイスラエル陸軍ラジオなどで多くの楽曲の初演に携わった。メンザはイスラエル室内管弦楽団やエルサレム交響楽団とも共演し、トスカニーニ神学校とパブロ・カザルス国際チェロ・コンクールでもピアニストを務めた。彼女はまた多くの声楽や合唱作品でコレペティートルを務めている。メンザはフリーランスとして長きにわたってイスラエル・フィルハーモニー管弦楽団と共演し、1962年にロリン・マゼールの指揮でストラヴィンスキーの『ペトルーシュカ』をデッカ・レコードに録音したほか、1978年にはバーンスタインの組曲『ファンシー・フリー』をドイツ・グラモフォンに録音した。1983年にメンザはイスラエル・フィルの正規楽員となった。

## 病気と死
1984年、メンザは多発性硬化症を発症したが、それでも演奏を続け、右手が自由に動かないことを聞いたバーンスタインはメンザにイスラエル・フィルハーモニー管弦楽団50周年記念演奏会への出演を乞い、自身の作品『ジュビリー・ゲーム』のピアノ・パートを左手用に書き直した。作曲家のノーム・シェリフも左手のためのピアノ曲を書き、彼の作品『死者の復活』の一部として、ズービン・メータが指揮するイスラエル・フィルハーモニー管弦楽団によって演奏された。メンザは1988年6月にドイツ・グラモフォンへの『ジュビリー・ゲーム』の録音のために、バーンスタインが滞在していたテルアビブのヒルトン・ワールドワイド・ホテルのスイートルームを訪れたが、その帰りに自宅の玄関で転んで大腿骨を骨折した。彼女はラビン病院で手術を受けたが、2週間後の1988年6月12日に肺血栓塞栓症で死去した。55歳没。彼女はホロンにある南部墓地に葬られ、葬儀には約1000人が参列した。1989年4月22日、イスラエル・フィルハーモニー管弦楽団は、テルアビブ博物館で彼女の追悼コンサートを開催し、オーケストラの何名かの楽員はメンザへの賛辞を述べた。主賓としてバーンスタインが招かれ、彼は自身の作品『ライオンとバルカロラ』の世界初演をメンサへの追悼を込めて捧げると表明し。その夜に初演が行われ、最後に舞台から英語とヘブライ語で追悼の辞が述べられた。

## 家族

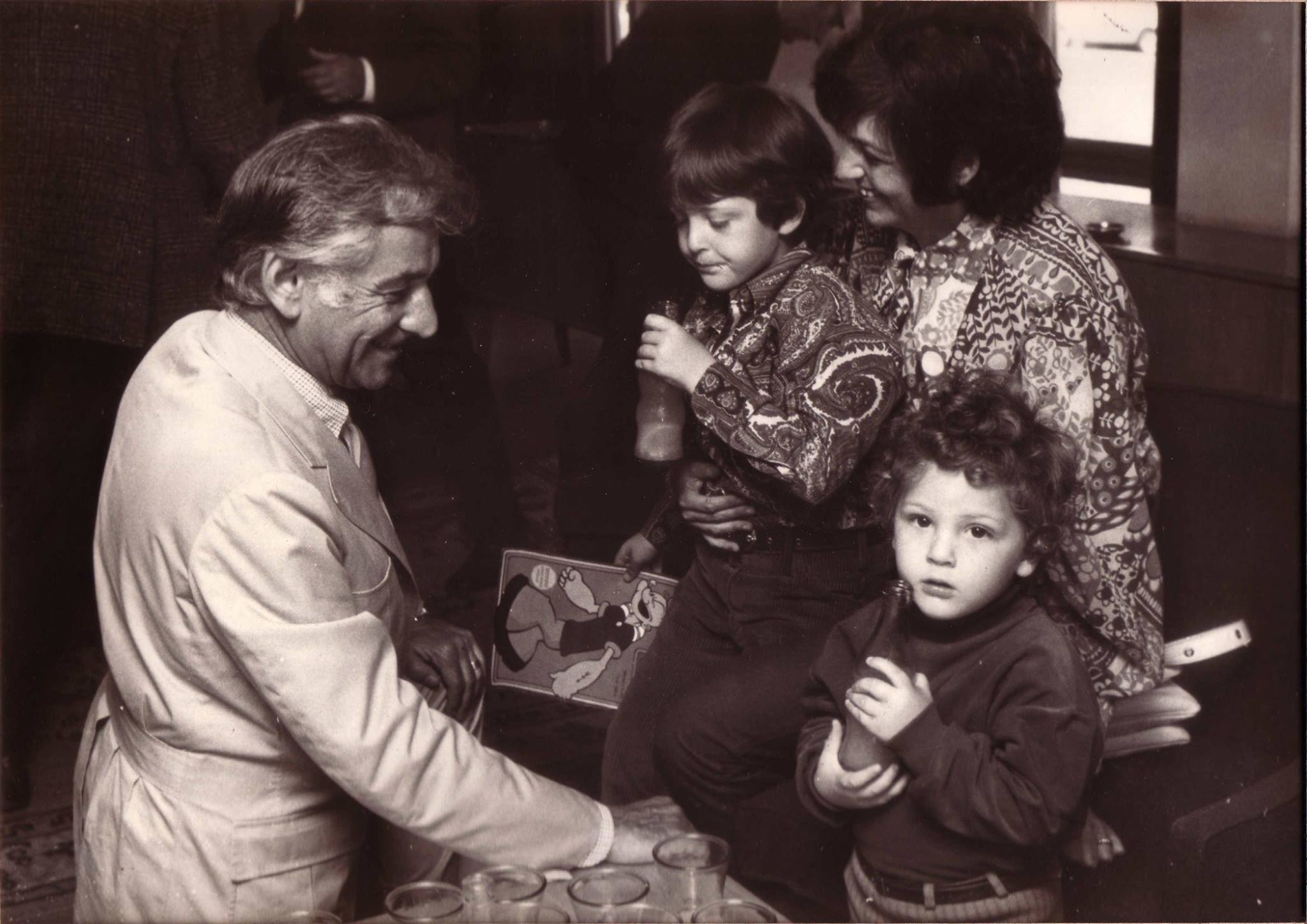
1971年、バーンスタインとメンザ、アディ、シャロン

メンザは音楽一家に生まれたが、親族からも音楽家を多く輩出している。夫で俳優で歌手のアルバート・コーエンとの間に2人の子供をもうけ、息子のアディは映画作曲家でバークリー音楽大学教授。娘のシャロンは翻訳家で俳優である。メンザの兄ヤーコフはチェロ奏者で、彼の娘のミラはヴィオリスト、ミラの姉レイチェルはコントラバス奏者。レイチェルの娘のアマリアはピアノとチェンバロを弾き、アマリアの妹タリアはコントラバス奏者。タリアの夫のテディは彼女の生徒であり、のちにイスラエルフィルハーモニー管弦楽団の最初のコントラバス奏者になった。彼らの息子、ニムロッドもコントラバス奏者、メンザの妹アヴィシャグだけはミュージシャンにならず、ビジュアル・アーティストになった。メンザの息子シャロンはサックス奏者で、かつてイスラエル・フィルハーモニー管弦楽団の客演音楽家として演奏したほか、シャロン、ルース、ヤーコフ、タリア、テディ、そしてヤーコフの娘ミラの夫であるチューバ奏者のシュムエル・ハーシュコの6人が同じコンサートで演奏したことがある。

## 共演者（一部）

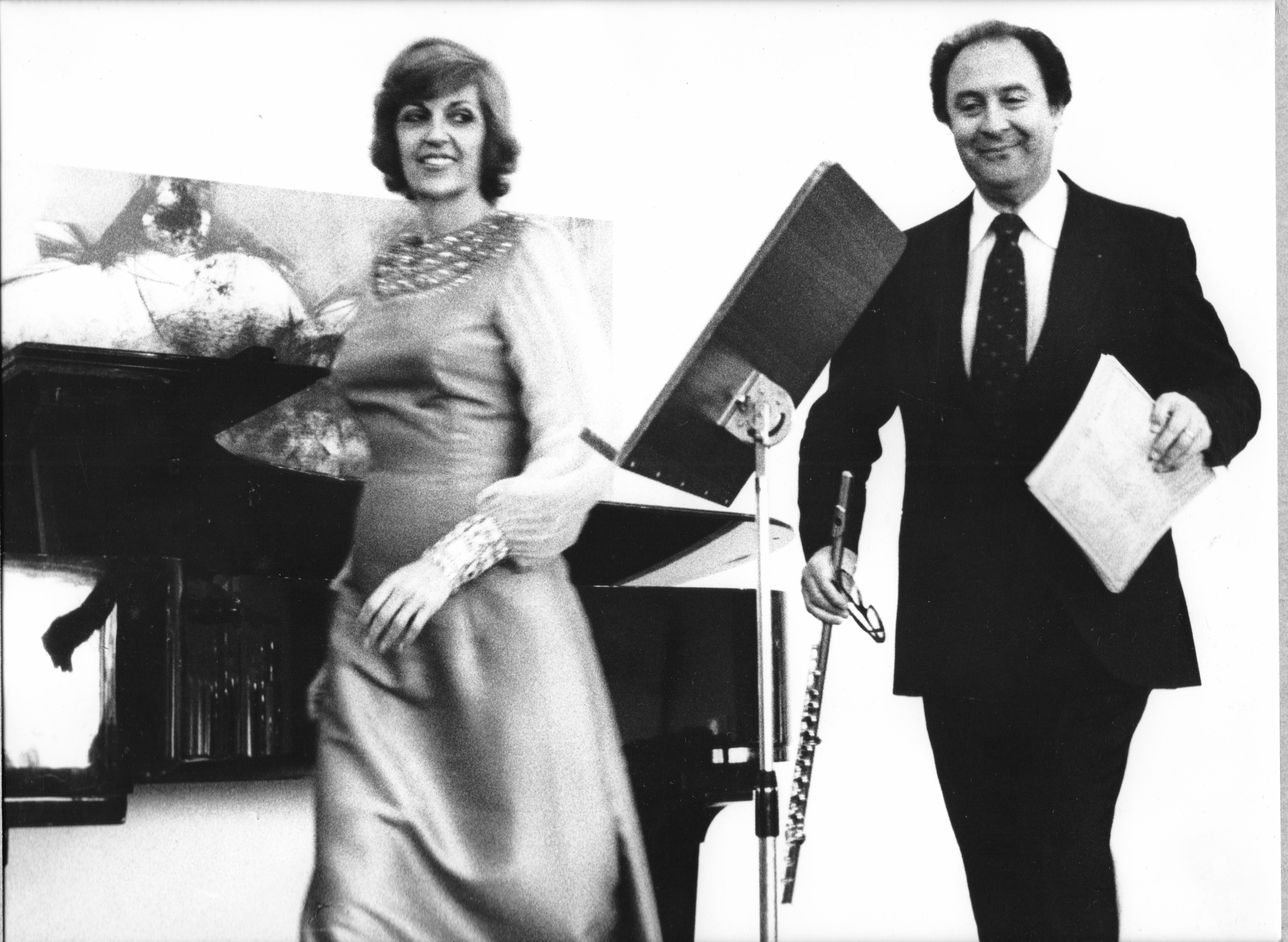
J＝P・ランパルと（1979年）

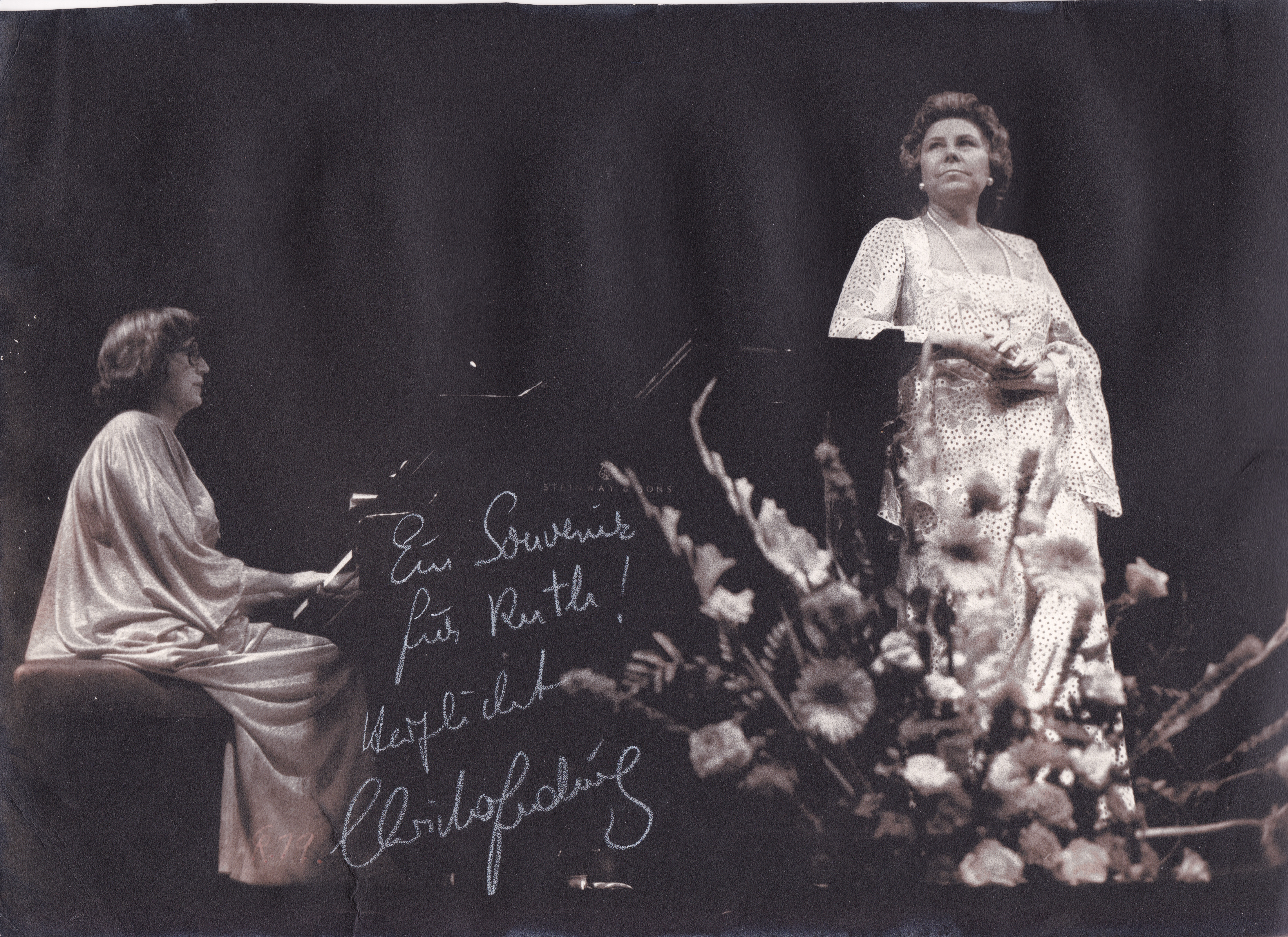
C・ルートヴィヒと（1979年）

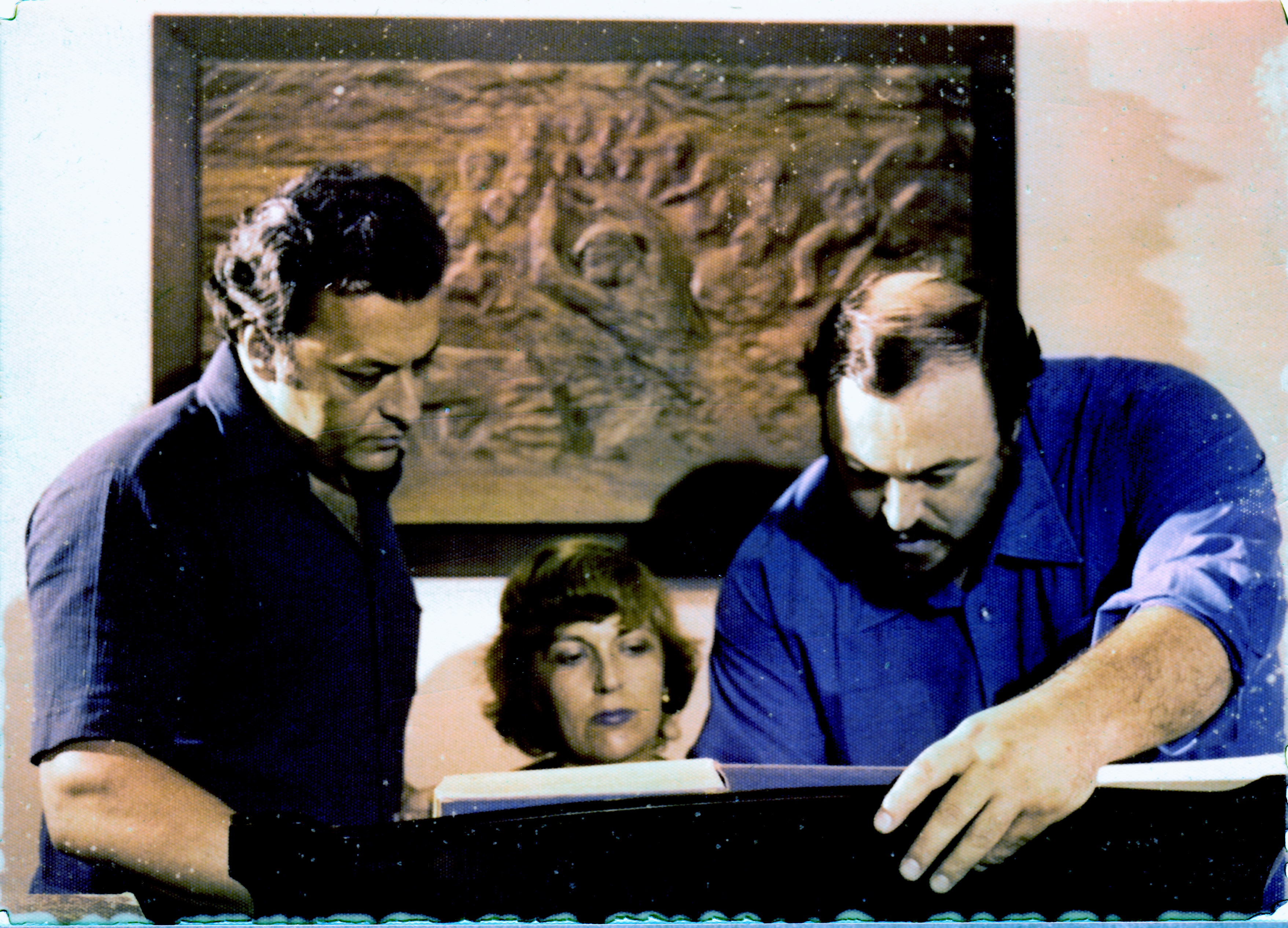
Z・メータ、L・パヴァロッティと（1982年）

- ラファエル・アリエ
- アリー・ヴァルディ
- ヨナ・エトリンガー
- アリ・エバン
- モンセラート・カバリェ
- シャロン・カム
- イヴリー・ギトリス
- レジナルド・ケル
- ミラ・ザカイ
- ラーマ・サムソノフ
- ヘンリク・シェリング
- ロイ・シャイロア
- スマダール・シャザール
- ギル・シャハム
- ハガイ・シャハム
- モルデハイ・ベン・シャハール
- ユリ・ショハム
- チェン・ジンバリスタ
- ピンカス・ズーカーマン
- アイザック・スターン
- ニコラス・タガー
- ネタニア・ダヴラツ
- アレクサンダー・タル
- ヨアフ・タルミ
- ウリ・テプリッツ
- ロマン・トーテンベルク
- ワルター・トランプラー
- ニュー・イスラエル・カルテット
- ルチアーノ・パヴァロッティ
- イツァーク・パールマン
- リン・ハレル
- エレラ・プトレマイオス
- イェホナタン・ベリック
- ガリー・ベルティーニ
- ダニエル・ベンヤミニ
- ヨーヨー・マ
- ロリン・マゼール
- シュロモ・ミンツ
- ズービン・メータ
- ジャン＝ピエール・ランパル
- イヴリン・リアー
- シャローム・ロンリ・リクリス
- ルッジェーロ・リッチ
- クリスタ・ルートヴィヒ
- リチャード・レッサー
- モルデハイ・レヒトマン